# Grimaldo Grimaldi
Grimaldo Grimaldi fue el sucesor a la dinastía Grimaldi, después de su padre Oberto Grimaldi.

## Biografía
Nació probablemente en el año 1170 y murió en el año 1257 con 87 años. Su madre era Corradina Spinola y era el mayor de los hermanos: Antonio Grimaldi, Ingone Grimaldi, Oberto Grimaldi y Nicola Grimaldi.
Se casó con Oriette de Castro y juntos tuvieron la siguiente descendencia: Luchetto, que fue Almirante de la Flota, Antonio Grimaldi, Lanfranco Grimaldi y Devoto Grimaldi. 
Tampoco se sabe mucha información de él, pero se conoce que fue miembro del Consejo de Génova del año 1232 hasta el 1244.